# Горкун Віталій Володимирович
Віта́лій Володи́мирович Горку́н — солдат Збройних сил України, учасник російсько-української війни.

## З життєпису
В довоєнний час працював у аеропорту «Бориспіль», потім «Жулянах».
Доброволець, мобілізований в березні 2014-го у часі анексії Криму Росією. Брав участь у звільненні Слов'янська, отримав 10 днів відпустки. Командир відділення, в Донецькому аеропорту був двічі по 10 діб.

## Нагороди
За особисту мужність і героїзм, виявлені у захисті державного суверенітету та територіальної цілісності України, вірність військовій присязі під час російсько-української війни нагороджений
- орденом «За мужність» III ступеня (4.12.2014)